# Po pojas w niebie
Po pojas w niebie (ros. По пояс в небе, pol. Po pas w niebie) – czwarty studyjny album rosyjskiego muzyka Nikołaja Noskowa wydany po raz pierwszy w Rosji w 2006 roku.
Nikołaj odwiedził Tybet, miejsce pielgrzymkowe Himalajów, gdzie zobaczył napis Thank you (Dziękuję) i piękną świątynię. To miejsce zainspirowało go do komponowania piosenek. Niektóre z pieśni były wykonywane na baszkirskim flecie Kuraj.

## Lista utworów
Opracowano na podstawie materiału źródłowego
1. „По пояс в небе” (Po pojas w niebie) – 5:25
2. „А на меньшее я не согласен” (A na mienʹszeje ja nie sogłasien) – 4:20
3. „Я не верю” (Ja nie wieriu) – 4:50
4. „Побудь со мной” (Pobudʹ so mnoj) – 4:31
5. „Зачем” (Zaczem) – 5:47
6. „Тальяночка” (Taljanoczka) – 4:38
7. „Любовь и еда” (Lubowʹ i jeda) – 3:39
8. „Иду ко дну” (Idu ko dnu) – 3:35
9. „Фенечка” (Fienieczka) – 4:30
10. „Спасибо” (Spasibo) – 5:08